# Državna cesta D53
D53 je državna cesta u Hrvatskoj. Ukupna duljina iznosi 91,7 km.